# Clara Pinto Correia
Maria Clara Amado Pinto Correia (Lisboa, 30 de enero de 1960) es una profesora universitaria, bióloga, escritora, actriz, e historiadora de la ciencia portuguesa. Es hija de José Manuel Pinto Correia, gran oficial de la Orden de Santiago de la Espada título póstumo, que se le otorgó el 10 de junio de 1991, y de su mujer Maria Adelaide da Cunha e Vasconcelos de Carvalho Amado, y hermana de Margarida Pinto Correia. Estuvo casada con António Mega Ferreira y con João Pedro Palma (de octubre de 2008 a noviembre de 2010).
Vivió varios años de su infancia en Angola, donde su padre, profesor de Medicina José M. Pinto Correia, fue obligado a cumplir el servicio militar como médico durante la guerra colonial (o guerra de Ultramar de 1961 a 1975). Allí le nació la pasión por la Biología. Fue una excelente estudiante, asistiendo primero al Liceo Francés Charles Lepierre, y después al Rainha D. Leonor.
Como escritora, es autora de una vasta obra, que inició en 1983. Su más conocida novela es Adeus, princesa, que publicó a sus 25 años, donde retrata el alma de juventud del pueblo de Alentejo, al final de la tentativa de Reforma agraria. Tiene más de cincuenta títulos publicados, incluyendo ficción, literatura infantil, ensayos, biografías, crónicas de opinión, divulgación científica, y estudios de historia de la ciencia.

## Formación y actividades académicas
Motivada por el sueño de un día ser una guardaparque en una reserva africana (seguramente por las revistas que su padre leía, como National Geographic, fascinándola particularmente las fotos de Jane Goodall con chimpancés) Clara estudiaría biología en la Facultad de Ciencias de la Universidad de Lisboa. Allí terminó la licenciatura en 1984. Al año siguiente, fue miembro del cuerpo docente de la Facultad de Medicina de la Universidad de Lisboa como asistente interna de biología celular e histología y embriología, y al mismo tiempo como estudiante doctorando en el Laboratorio de Biología Celular, del Instituto Gulbenkian de Ciencia, en ambos casos con el profesor J. David-Ferreira. Dejó esa capacitación allí en 1989, año en que se va a Estados Unidos como "científica visitante" al Lab. de Sabina Sobel, del Departamento de Ciencias Anatómicas de la Universidad Estatal de Nueva York en Buffalo para ejecutar su proyecto de tesis doctoral. En octubre de 1992, fue galardonada con distinción y honores por unanimidad, con el grado de doctorado en Biología Celular, por el Instituto de Ciencias Biomédicas Abel Salazar de la Universidad de Porto. Regresó a EE. UU., ahora como «postdoctoral fellow» en el Laboratorio de James Robl, en el Departamento de Veterinaria y Ciencias Animales, de la Universidad de Massachusetts en Amherst, para desarrollar un proyecto de investigación relacionado con las interacciones núcleo-citoplasma en la clonación de embriones de mamíferos. En 1994, cambió su relación laboral precaria por un contrato de dos años para hacer una especialización en Historia de la Ciencia en el Departamento de Historia de la Ciencia en la Universidad de Harvard, y escribir un libro sobre historia de las teorías de la reproducción, en ambos casos bajo la dirección de Stephen Jay Gould y la supervisión de Everett Mendelshon. Publicado el libro "The Ovary of Eve - Egg & Sperm & Preformation", en 1996 regresó a Portugal para crear en la Universidad Lusófona de Humanidades y Tecnologías, la licenciatura en Biología y la maestría en Biología del Desarrollo. Paralelamente fue contratada como «research associate» de Stephen Jay Gould en el Museo de Zoología Comparativa de la Harvard University, cargo que mantuvo hasta 2002, y luego como «adjunt professor» en el Departamento de Veterinaria y Ciencias Animales de la Universidad de Massachusetts en Amherst, que mantendría hasta 2001. En 2004, presentó pruebas de agregación en Historia y Filosofía de la Ciencia en la Universidad de Lisboa. Y, actualmente es profesora titular de la Universidad Lusófona de Humanidades y Tecnología, donde dirige la licenciatura en biología y una maestría en Biología del Desarrollo. Imparte cursos, tanto en los módulos relacionados con la historia del pensamiento biológico y la historia de las teorías de la reproducción. Es también «research associate» de John Murdoch en el Departamento de Historia de Ciencias de la Harvard University e investigadora del Centro de Estudios de Historia de las Ciencias Naturales y de la Salud del Instituto Rocha Cabral.

## Investigaciones

### En Biología
En el laboratorio del Prof. James Robl de la Universidad de Massachusetts, que trabajaba con el objetivo de clonar bovinos transgénicos en gran número, Clara introdujo nuevas técnicas de localización de estructuras intracelulares por imunofluorescencia que había aprendido durante sus trabajos de doctorado. Estaba consensuado entre todos los científicos, y es lo que los libros de texto de biología celular y del desarrollo, que el centrosoma (que presidía la organización del primer ciclo de la célula) era de origen materno. Hasta entonces, el modelo utilizado era exclusivamente ese y la extrapolación parecía natural. Resultó que Clara, después de utilizar al conejo como modelo, se encontró con que el centrosoma que presidía la organización del primer ciclo de la célula era de origen paterno. Usando como modelo bovinos, tuvo los mismos resultados. Y, otros grupos de investigación internacionales, ensayando otros modelos llegaron a la misma conclusión. Así, los libros debieron reescribirse.

### En Historia de la ciencia
El interés de Clara por la Historia de la Biología viene de sus tiempos de estudiante. Efectivamente, Stephen Jay Gould ha sido su gurú intelectual, que la llevó a los caminos de la historia de la ciencia. Fue con él que Clara Pinto Correia hizo su primera investigación importante, sobre la historia de las teorías de la reproducción, en la Universidad de Harvard que culminaría con la publicación del libro "The Ovary of Eve - Egg & Sperm & Preformation". Esa investigación la llevó a hacer su segundo gran descubrimiento, sobre la historia del Preformacionismo. Todo comenzó con la suposición de que los preformacionistas del siglo XVII habían dibujado pequeñas personas entrelazadas en el núcleo de los espermatozoides. Y para esas personas hasta tenían un nombre. Eran los "homúnculos". Pero cuando Clara comenzó a investigar las fuentes, incluyendo el preciosísimo Traité de Dioptrique de Nicholas Hartsoeker (1694), no encontró ese término en lado alguno. La investigadora acabaría por concluir que el término "homúnculo" nunca fue usado por los preformacionistas de los siglos XVII y XVIII sino que fue una invención de la literatura secundaria de los años 1930. Ese descubrimiento, modesto en su grandeza, ya que no salvó vidas, ni dio la paz al mundo, obligaría a una revisión de los libros de texto. Uno de ellos era el conocido Developmental Biology de Scott Gilbert que en su 4.ª edición presentaba al famoso espermatozoide de Hartsoeker como un "homúnculo" en posición fetal, mas en la edición siguiente ya se había retirado el término inventado de "homúnculo".
Actualmente, Clara Pinto Correia es investigadora responsable por el proyecto MAPA MUNDI - El impacto de los viajes imaginarios en la organización del pensamiento occidental (siglos XIV-XVIII), que tendrá lugar en el Centro de Estudios de Historia de las Ciencias Naturales y el Instituto de Salud Rocha Cabral. Este proyecto tiene como objetivo realizar un análisis interdisciplinar (Ciencias naturales/ Estudios de Género / Psicología / Tradición oral portuguesa / Cartografía) de cuatro grandes relatos clásicos de viajes europeos, como "Los viajes de John Mandeville", "El libro del Infante D. Pedro" de Gil de Santisteban, Tierra Austral Conocida, de Gabriel de Foigny, y el Suplemento de viajes de Bougainville, de Denis Diderot.

## Principales publicaciones en Biología

### Libros
- 1987 - O essencial sobre os bebés-proveta. I.N.C.M.
- 1988 - Histórias Naturais. O Jornal (reeditado por Publicaciones Dom Quixote en 1992 y por Relógio d'Água en 1999)
- 1988 - Don't let my baby like me. em co-autoria com A.G.M.Campbell, Hiroko Kawashima, y Ebun O. Ekunwe. Hastings Center
- 1990 - Portugal animal. Publicações D.Quixote (reeditado por el Círculo de Lectores y por Relógio d'Água)
- 1997 - Clonai e multiplicai-vos. Texto Editora
- 1999 - Clones humanos - a nossa autobiografia colectiva. Relógio d'Água

### Artículos
- 1990 - Pinto-Correia, C.; Goldstein, E.G.; Bennet, V. & Sobel, J.S. Immunofluorescence localization of an adducin-like protein in the chromosomes of mouse oocytes. Developmental Biology, 146: 301-311
- 1992 - Collas, P.; Pinto-Correia, C.; Ponce de Leon, F.A. & Robl, J.M. Effect of donor cell cycle stage on chromatin and spindle morphology in nuclear transplant rabbit embryos. Biology of Reproduction, 46: 501-511
- 1993 - Pinto-Correia, C.; Collas, P.; Ponce de Leon, F.A. & Robl, J.M. Microtubule and chromatin configurations in the first cell cycle of rabbit parthenotes and nuclear transfer embryos. Molecular and Development, 34: 33-42
- 1993 - Long, C.R.; Pinto-Correia, C.; Duby, R.T.; Ponce de Leon, F.A.; Boland, M.P.; Roche, J.F. & Robl, J.M. Sperm aster formation and the cell cycle in monospermic and polyspermic cow zygotes. Molecular Reproduction and Development, 36: 23-32
- 1994 - Pinto-Correia, C.; Poccia, D.L.; Chang, T. & Robl, J.M. Dephosphorylation of sperm midpiece antigens triggers aster formation in rabbit oocytes. Proc. Nat. Acad. Science, 97: 7894-7898
- 1994 - Long, C.R.; Damiani, P.; Pinto-Correia, C.; MacLean, R.A.; Duby, R.T. & Robl, J.M. Morphological features of in vitro matured bovine oocytes following fertilization and subsequent development in culture under varying conditions of fertilization. J. of Reproduction and Fertility, 102: 361-369
- 1995 - Pinto-Correia, C.; Long, C.L.; Chang, T. & Robl, J.M. Factors involved in nuclear reprogramming during early development in the rabbit. Molecular Reproduction and Development, 40: 292-304
- 1995 - Sobel, S.; Pinto-Correia, C. & Goldstein, E. Identification of an M.60.000 Polypeptide Unique to the Meiotic Spindle of the Mouse Oocyte. Molecular Reproduction and Development, 40: 467-480
- 1995 - Collas, P.; Pinto-Correia, C. & Poccia, D.L. Lamin dynamics during sea urchin fertilization make pronuclear formation in vitro. Experimental Cell Res. 219: 687-698
- 1995 - Fissore, R.A.; Pinto-Correia, C. & Robl, J.M. Mechanism of calcium oscillations in fertilized rabbit eggs. Biology of Reproduction, 53: 766-774

## Principales publicaciones en Historia de las ciencias

### Libros
- 1997 - The Ovary of Eve - Egg & Sperm & Preformation. The University of Chicago Press (editado en Portugal por Relógio d'Água en 1999 y por el Círculo de Lectores en 2003; editado en Brasil por Campus de São Paulo en 1998)
- 2001 - Deus ao microscópio. Relógio d'Água
- 1999 - O mistério dos mistérios: Uma Breve História das Teorias da Reprodução Animal. Relógio d'Água Editores
- 2001 - Dodologia - um voo planado sobre a modernidade. Relógio d'Água
- 2002 - Return of the Crazy Bird: The Sad, Strange Tale of the Dodo. New York: Springer Verlag
- 2003 - Assim na Terra como no Céu: Ciência, Religião e Estruturação do Pensamento Ocidental (en coautoría con José Pedro Sousa Dias). Relógio d'Água
- 2004 - Os Monstros de Deus. Quasi Ediciones
- 2004 - O Livro das Conversões. Círculo de Lectores
- 2004 - O Testículo esquerdo: aspectos da demonização do feminino. Relógio d'Água
- 2005 - E Fez-se a luz: O Deus Todo-Poderoso da obra de Newton e dos seus comentadores Ingleses. Relógio d'Água
- 2005 - Primeiro Encontro de História das Ciências Naturais e da Saúde. Instituto Rocha Cabral & Shaker Verlag
- 2006 - Mapa Múndi: As viagens imaginárias na história da Europa. Casa das Letras
- 2007 - Histórias da Ciência (en coautoría con José Pedro Sousa Dias, prefacio de Miguel Lobo Antunes). Quasi Ediciones

### Artículos
- 1997 - On homunculi and life. Developmental Biology online
- 1999 - Useful misconceptions: the ovary of eve. Orgyn, 2, pp. 52–56
- 1999 - God under the lens. History of Science Society Annual Meeting, p. 130
- 1999 - Homunculi in reproduction: strange tales of small men. Perspective in Medicine and Biology, 42 (2): pp. 225–244
- 2000 - A curse from the left testicle: configurations of womanhood from antiquity to the scientific revolution. in The Global Impact of Portuguese Literature and Culture. Transaction Publishers, Rutgers, New Brunswick

## Citaciones y referencias

### The Ovary of Eve

#### Libros que citan aThe Ovary of Eve
- 1999 - Attention's Loop, de Elizabeth King, Harry N Abrams
- 2000 - Experiencing the New Genetics: Family, Kinship, and the Medical Frontier, de Kaja Finkler, USA: University of Pennsylvania Press
- 2001 - The Semen Book, de Vivien Marx, Free Association Books
- 2002 - The Political Geographies of Pregnancy, de Laura R. Woliver, USA: University of Illinois Press
- 2003 - The Oxford Companion to the History of Modern Science, de Jonh L. Heilbron (ed), USA: Oxford University Press
- 2003 - The Cambridge History of Science, Volume 4: The Eighteenth Century, de Roy Porter, David C. Lindberg e Ronald Number (eds.) Cambridge: Cambridge University Press
- 2003 - When Science and Christianity Meet, de David C. Lindberg e Ronald L. Numbers (ed.) USA: University of Chicago Press
- 2003 - Formal Descriptions of Developing Systems (NATO Science Series II: Mathematics, Physics and Chemistry), de James Nation, Irina Trofimova, John D. Rand e William Sulis (ed.) New York: Springer
- 2003 - Divine Love and Wisdom, de Gregory R. Johnson, Jonathan S. Rose, Reuben P. Bell, Glen Michael Cooper e Stuart Shotwell, Swedenborg Foundation; New Ed edition
- 2003 - Divine Providence, de Emanuel Swedenborg, George F. Dole, Gregory R. Johnson e Jonathan S. Rose, Swedenborg Foundation
- 2004 - The Story of V: A Natural History of Female Sexuality, de Catherine Blackledge, Rutgers University Press
- 2005 - The changing role of the embryo in evolutionary thought: roots of evo-devo, de Ron Amudson, Cambridge University Press
- 2006 - The Cambridge History of Science, Volume 3: Early Modern Science, de Katherine Park, Lorraine Daston, David C. Lindberg e Ronald Numbers (eds.) Cambridge: Cambridge University Press
- 2006 - Postphenomenology: A Critical Companion to Ihde (S U N Y Series in the Philosophy of the Social Sciences), de Evan Selinger, New York: State University of New York Press

#### Reseña de libros
- Recensão de Joe A. Thomas publicada no Journal of Sex Research Archivado el 3 de mayo de 2008 en Wayback Machine.
- Danny Yee's Book Review
- Francisco J. Ayala, The Quarterly Review of Biology 74 ( 1) (marzo de 1999): 58–59
- Riddle, JAMA.1998; 280: 1961-1962
- Virginia P. Dawson, The Bulletin of the History of Medicine 73.3, otoño de 1999
- Pam Lieske, Eighteenth-Century Women: Studies in their Lives, Works, and Culture, junio de 2001
- New Scientist magazine, issue 2119, 31 de enero de 1998, p. 44
- Joe A. Thomas, The Journal of Sex Research 35 ( 4) noviembre de 1998: 414

### Return of the Crazy Bird

#### Libros que citan aReturn of the Crazy Bird
2004 - Animals are the Issue: Library Resources on Animal Issues, de John M. Kistler (ed.) Haworth Information Press

#### Reseña de libros
- Renee M. Borges, Current Science 85 ( 7) 10 de octubre de 2003: 1090–1093

## Divulgación de la ciencia
- Participa actualmente en el programa A1 CIÊNCIA de Antena 1, que se emite los martes a las 15:40. Todos los audios del programa pueden abrirse con el sistema PodCast aquí

## Otras actividades

### Como escritora
- 1983 - Anda uma mãe a criar filhas para isto.[2] A Regra do Jogo
- 1984 - Agrião![1] Relógio d'Água
- 1985 - Um esquema. Rolim
- 1985 - Adeus, princesa.[1] Relógio d'Água/Círculo de Leitores
- 1985 - Não podemos obrigá-los a amarem-se en coautoría con Margarida Bon de Souza. Relógio d'Água
- 1986 - O sapo Francisquinho. Contexto
- 1986 - E se tivesse a bondade de me dizer porquê? en coautoría con Mário de Carvalho.[1] Rolim
- 1987 - O príncipe imperfeito
- 1987 - Campos de morangos para sempre. Rolim
- 1988 - Um sinal dos tempos. Relógio d'Água
- 1988 - O príncipe imperfeito. Rolim
- 1989 - Canções das crianças mortas. Relógio d'Água
- 1990 - Ponto pé de flor
- 1991 - Vitória, Vitória. Publicaciones Dom Quixote
- 1991 - Quem tem medo compra um cão. Publicaciones Dom Quixote
- 1992 - The big easy. Publicaciones Dom Quixote
- 1992 - Irmãos Castanheira
- 1992 - A canção dos dinossauros. Publicaciones Dom Quixote
- 1992 - A minha alma está parva: Clara Pinto Correia e Jorge Colombo (Irmãos Castanheira). Publicaciones Dom Quixote
- 1992 - A mulher gorda. Publicaciones Dom Quixote
- 1993 - No pó da bagagem.
- 1994 - Domingo de Ramos. Publicaciones Dom Quixote
- 1994 - Os quatro rios do paraíso. Publicaciones Dom Quixote
- 1994 - Ponto pé de flor. Publicaciones Dom Quixote
- 1994 - A ilha dos pássaros doidos. Fundación Biblionef/Relógio d'Água
- 1996 - E se tivesse a bondade de me dizer porquê? en coautoría con Mário de Carvalho. Relógio d'Água
- 1996 - A pega azul. Expo 98
- 1997 - A deriva dos continentes. Relógio d'Água
- 1997 - Clonai e multiplicai-vos - verdades & mentiras. Relógio d'Água
- 1997 - Mais que perfeito. Relógio d'Água
- 1997 - Mais marés que marinheiros. Relógio d'Água
- 1998 - O sapo francisquinho. Relógio d'Água
- 2000 - Os mensageiros secundários. Relógio d'Água
- 2000 - Histórias naturais. Relógio d'Água
- 2000 - As festas secretas pela mão de maia. Publicaciones Dom Quixote
- 2001 - Morfina. Relógio d'Água
- 2002 - A arma dos juízes. Relógio d'Água
- 2003 - O melhor dos meus erros. Oficina do Livro
- 2004 - Trinta anos de democracia: E depois, pronto. Relógio d'Água
- 2005 - Ponto pé de flor. Relógio d'Água
- 2005 - Canções que já não existem, en coautoría conm José Pedro Sousa Dias
- 2005 - No meio do nosso caminho. Oficina do Livro
- 2005 - Contos. Relógio d'Água
- 2005 - A história horrorosa dos peixes amarelos (ilustraciones de Joana Quental). Quasi Ediciones
- 2006 - A primeira luz da madrugada. Oficina do Livro
- 2007 - Complementos Indirectos, Quasi Ediciones

Algunos de sus libros han sido analizados por gente de letras:
- RAMOS, Ana Margarida (2004): «Cruzamento de vozes: da prosa de cordel à narrativa contemporânea - uma leitura de Os mensageiros secundários de Clara Pinto Correia», Revista da Universidade de Aveiro - Letras, n.º 19-20, Aveiro, pp. 75–83 resumen en línea

- RAMOS, Ana Margarida e LOPES, José María (2001): «Imagens da leitura / leitura das imagens: a propósito de "A ilha dos Pássaros Doidos" de Clara Pinto Correia», in VIANA, F. L.; MARTINS, M.; COQUET, E. (coord.) Actas do 2º encontro nacional de investigadores em Leitura, Literatura Infantil e Ilustração, Braga, Centro de Estudos da Criança - Universidade do Minho, pp. 123–144 resumen en línea

Otros han sido adaptados para el cine:
- La novela  Adeus Princesa (Adiós Princesa) fue adaptada al cine por el director Jorge Paixão da Costa

Otros traducidos y leídos a través de fronteras:
- 1991 - De Bloemteelsteek (Ponto Pé de Flor). Ámsterdam: Arena
- 1992 - Auf Wiedershehen Princesa (Adeus Princesa). Alemania: DTV
- 1992 - Das Alphabet der Frauen (Ponto Pé de Flor). Berlín: Byblos Verlag
- 1996 - Das Alphabet der Frauen (Ponto Pé de Flor). Múnich: Deutscher Taschenbuch Verlag
- 2001 - Stumme Boten. Goldmann

### Como traductora
- 2006 - Os homens bons não são fáceis de encontrar, de Flannery O'Connor. Cavalo de Ferro

### Como periodista
Fue redactora del semanario "O Jornal" (1980-85) y fue responsable de la sección científica del JL - Jornal de Letras, Artes e Ideias (1983-86).

### Como cronista
Fue cronista semanal del Diário de Notícias (1991-99) y firmaba la crónica semanal "A Deriva dos Continentes" en la revista Visão hasta febrero de 2003, altura en la que protagonizó un episodio particularmente mediático cuando publicó dos crónicas, una bajo el título "O Castelo" que llegó a ser poco más que demostrado ser plagio casi completo de un artículo publicado el 6 de enero de 2003, en la revista The New Yorker titulado Leaving The Castle (en inglés), de la autoría del director de la revista, David Remnick, y otra "O eixo do mal", donde nuevamente aparecían trechos muy semejantes a otro texto igualmente del New Yorker, de Hendrik Hertzberg. La escritora se mostró incómodada con la situación, pidiendo perdón público, y justificándose con lo sucedido como una distracción debido a la fatiga y a su método de trabajo. Poco después, sus contribuciones fueron suspendidas en la Revista Visão. Y una colección de crónicas seleccionadas de sus crónicas que publicase en la revista "Visão", se publicaron por la editora Oficina do Livro, con el título "O melhor dos meus erros" ("El mejor de mis errores)", el mismo año de 2003. Actualmente firma la crónica diaria "No fio da navalha" ("Al filo de la navaja") en el diario 24 Horas.

### Como actriz
Participó, como Marta, en el filme Kiss Me (2004), realizado por António da Cunha Telles, y distribuido por Lusomundo Audiovisuais; y como Clara en Adriana (2004)

### Como presentadora
A presentado programas de ciencia y cultura en radio y en televisión, especialmente:
- 1986 - Música para camaleões (Rádio Comercial)
- 1996 - Rumo à lua (RTP 2)
- 1999 - Morfina (CNL)
- 2000 - Morfina (CNL)
- 2001 - Travessa do cotovelo (RTP 2)

### Como jurada
- 2007 - A Bela e o Mestre (TVI) [abandonou o programa por razões profissionais após a 6.ª gala]